# カッター (船)

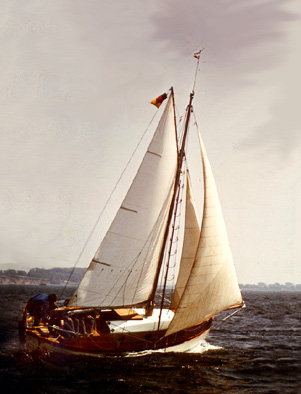
帆走カッター

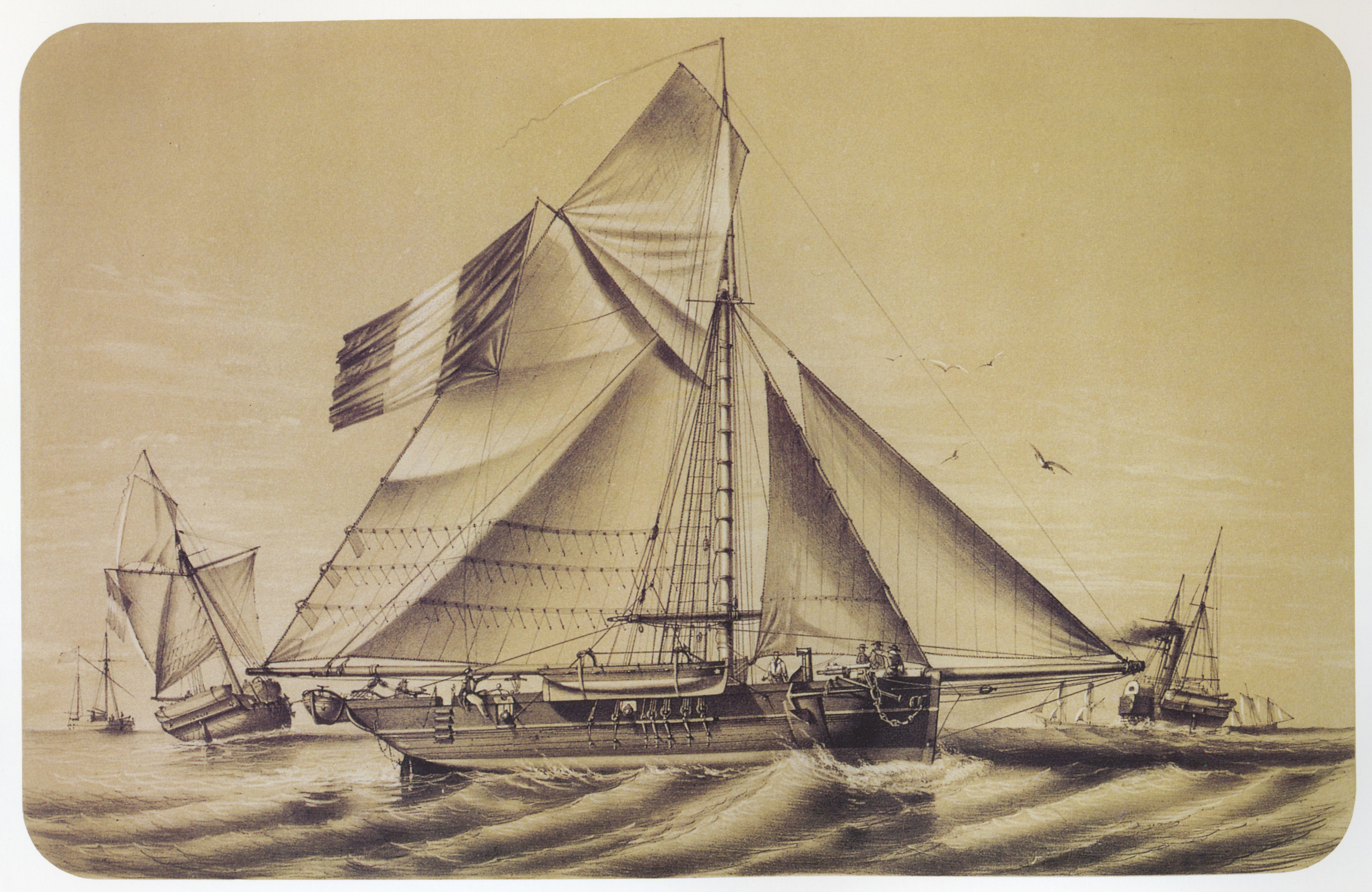
フランスの帆走カッター

カッター（cutter）とは小型の船舶の種類。幕末期の日本ではコットル船と呼んだ。

## 概要
今日、「カッター」と呼ばれる船には以下のものがある。
- 1本マストの小型帆船。マストの前後に縦帆を備え、バウスプリットに1ないし2枚の前帆を持つ。スループなどに比べると、マストが船の中央から後部寄りに位置する。
- 大型の船に搭載されるボート。カッターボート。日本語で「端艇」または「短艇」といい、人員や軽貨物の運搬に使用する。オールによる手漕ぎ推進が一般的だが帆装や発動機を持つ場合もある。
- 哨戒艦艇・巡視船。中型（フリゲート程度）以下の大きさの船で、武装する場合も多い。アメリカ沿岸警備隊のものがよく知られている。

## 帆走カッター

帆走カッターの帆装図

帆船としてのカッターはもっとも小型のものである。手漕ぎカッターにも帆装する場合があるが、それとは異なり、帆船としてのカッターは船室などを有する。1本マストの帆装としては伝統的なスループ帆装があるが、その場合、マストは帆装の前半、約70%の位置にある。それに対し、カッターの場合はそれよりも後ろ、おおよそ50%ないし70%の位置にあり、場合によっては中央より後ろにある場合もある。

## 手漕ぎカッター
手漕ぎのカッターは18世紀に軍艦に搭載され始めたもので、漕ぎ手はベンチに2列に並んで座りそれぞれ1本のオールを漕ぐ。同じく軍艦に搭載される「長艇」に比べて幅広でずんぐりした形をしている。日本語では「端艇（または短艇）」という。

## 監視艇としてのカッター
このタイプの「カッター」の起源は、イギリスの税関が密輸取締りのために配備した、小型ながら一応の外洋航海の出来る帆船をそう呼んだことに始まる。アメリカの沿岸警備隊（現在は国土安全保障省に所属する軍事組織だが、創設時は財務省の管轄だった）がその装備する警備艦をカッターと称するのもこの理由による。沿岸警備隊の前身組織が'Revenue Cutter Service'（税関監視艇局）であり、沿岸警備隊の艦艇名としてのカッターは、沿岸警備隊創設当初の1915年から用いている。またアメリカ海軍協会では、アメリカ沿岸警備隊の艦船のほか、海上保安庁の巡視船の英訳としてもカッターという単語をあてている。

### アメリカ沿岸警備隊のカッター

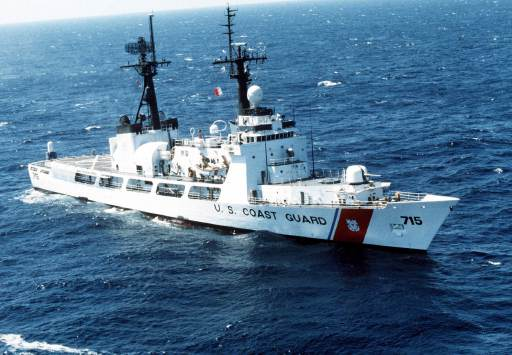
アメリカ沿岸警備隊のカッター
ハミルトン級

アメリカ沿岸警備隊の「カッター」は、公式には、配属された乗組員とその居住設備を持つすべての警備艦を指す。慣用的に、長さ65フィート以上の警備艦を指して用いている。カッターのうち全長180フィート (55 m) を超える大型のものは、方面隊（大西洋方面または太平洋方面）の管理下にあり、それ未満の小型のカッターは、管区隊の指揮を受ける。